# 砂押邦信
砂押 邦信（すなおし くにのぶ、1922年9月25日 - 2010年7月18日）は、茨城県出身の元野球選手（投手）、コーチ・プロ野球監督。
立教大学監督時代にMLB流の指導法で長嶋茂雄を育てた人物として知られている。

## 来歴

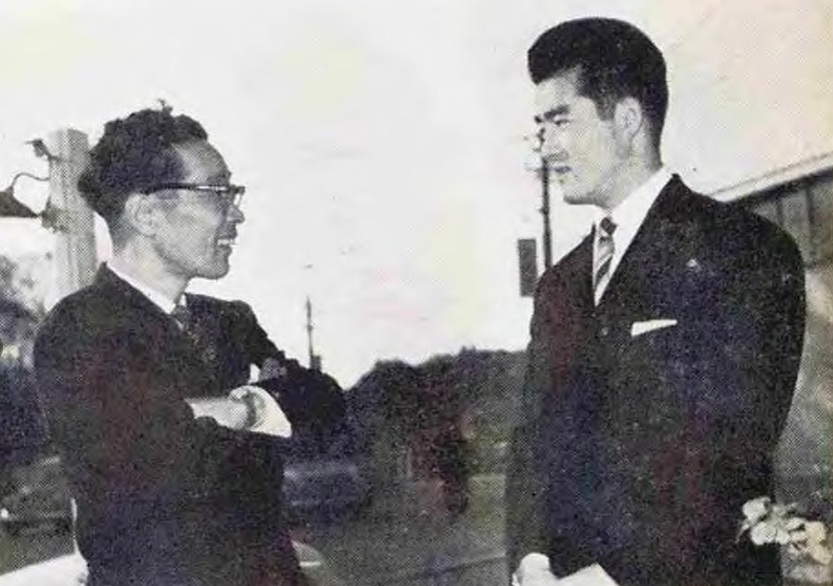
砂押と長嶋茂雄。長嶋のプロ入り後に撮影。

水戸商業高校卒業後、1942年に立教大学へ入学。水戸商業の後輩に早稲田大学で選手・監督として活躍した石井藤吉郎、立大の2年先輩には西本幸雄がいた。戦時中は学徒兵として兵役に就き、戦後の1947年に卒業。
小口工作所の選手兼任監督（1948年 - 1949年）を経て、1950年に母校・立大監督に就任。「鬼の砂押」と恐れられたほどのスパルタ式猛練習で、1953年春季には20年ぶりに東京六大学リーグ優勝を果たしたほか、第2回日本選手権にも優勝。まだ下級生であった長嶋茂雄・杉浦忠・本屋敷錦吾を鍛え上げ、後の立大野球部黄金時代の基礎を築き上げた。特に長嶋に対しては、自宅に呼んでMLBのプレースタイルを取り入れた当時最先端の合理的な特訓を行ったが、あまりに厳し過ぎたことから（特に体罰による暴力が酷かった。大沢啓二の項目も参照の事）、1955年夏に松下正寿総長まで巻き込んだ大沢啓二ら上級生部員による監督排斥運動が起き、退任を余儀なくされる。大沢の後年の回想によると、下級生から「砂押の下ではやっていけないので、監督に辞任を進言してほしい。それがダメなら下級生は全員退部する」という訴えを受け、部員から署名を募って邦信に談判したのが発端であるという。
その後は、社会人野球の日本鉱業日立監督（1956年 - 1959年）を務め、1956年の都市対抗では第1回小野賞を受賞。
1960年からは国鉄スワローズ一軍コーチとなり、同年11月26日に宇野光雄の後を継いで監督に就任。監督初年度は飯田徳治・土屋正孝（巨人より移籍）・杉本公孝（新人）・徳武定祐（新人）と内野守備陣が充実したほか、金田正一（20勝）・北川芳男（15勝）・村田元一（14勝）・森滝義巳（10勝）ら投手陣が好成績を挙げ、球団史上初のAクラス入り（3位）を達成。しかし1962年にはチーム打率が.201と記録的な貧打が原因で一転して最下位となったことや、かつて育成した立大・日鉱日立出身の選手により派閥が醸成されたことを球団が問題視したことから監督を退任。
1963年からはヘッドコーチとなり、再勉強のために浜崎真二監督のサインを伝達する役目を担った。が、砂押は戦術的な観点にかなり難があり、一例として『劣勢時の試合中にエンドランのサインを浜崎が出したにもかかわらず、砂押は見逃してしまう。浜崎が後に「なぜ見逃した」と叱ったところ、砂押は「あんなところでこんなサインが出るなんておもわなかったです」と答えた』という出来事があった。他にも、金田が延長戦で投げている際にベンチでゲラゲラ笑っていると、金田から「監督がベンチで笑うな」と一喝されたという。1965年にはシーズン途中で退任した林義一の後任として再度指揮を執るが、最下位に終わる。この際の砂押の用兵についてもチーム内外からが批判が絶えず、10月21日に辞表を提出して即座に受理された。
2010年7月18日に腎臓癌のため死去。87歳没。戒名は「秀球院邦徳寿導居士」。

## 人物
立大監督時代、当時としては珍しいメジャーリーガーの連続写真を持っており、1940年代から1950年代の特にジョー・ディマジオ、ヨギ・ベラ、ミッキー・マントル、ロジャー・マリス、フランク・ロビンソンらのプレースタイルを研究していた。
長嶋には「これからの若い世代は、メジャーを見習わなくてはならない。それは個性の重視だ。プロに行っても君はどういうプレーヤーになりたいのか、お客さんに評価される自分の野球スタイルを自分でつくることだ。それがメジャーのやり方なのだ」と教え、その後の長嶋の人生に大きな影響を与えた。

## 詳細情報

### 背番号
- 31（1960年）
- 30（1961年 - 1965年）

### 年度別監督成績
| 年度      | 年度      | チーム        | 順位      | 試合数 | 勝利 | 敗戦 | 引分 | 勝率 | チーム 本塁打          | チーム 打率            | チーム 防御率          | 年齢                   |                        |
| --------- | --------- | ------------- | --------- | ------ | ---- | ---- | ---- | ---- | ---------------------- | ---------------------- | ---------------------- | ---------------------- | ---------------------- |
| 1961      | 昭和36年  | 国鉄 サンケイ | 3位       | 130    | 67   | 60   | 3    | .528 | 58                     | .227                   | 2.29                   | 38歳                   |                        |
| 1962      | 昭和37年  | 国鉄 サンケイ | 6位       | 134    | 51   | 79   | 4    | .392 | 60                     | .201                   | 2.61                   | 39歳                   |                        |
| 1965      | 昭和40年  | 国鉄 サンケイ | 6位       | 140    | 44   | 91   | 5    | .326 | 64                     | .221                   | 3.42                   | 42歳                   |                        |
| 通算：3年 | 通算：3年 | 通算：3年     | 通算：3年 | 391    | 160  | 220  | 11   | .409 | Aクラス1回、Bクラス2回 | Aクラス1回、Bクラス2回 | Aクラス1回、Bクラス2回 | Aクラス1回、Bクラス2回 | Aクラス1回、Bクラス2回 |

- ※1 1961年から1962年は130試合制
- ※2 1965年は140試合制
- ※3 1962年は引き分け再試合
- ※4 1965年、林義一監督解任後の4月27日から閉幕まで指揮（127試合42勝81敗4分）
- ※5 通算成績は、実際に指揮した試合
- 国鉄（国鉄スワローズ）は、1965年途中にサンケイ（サンケイスワローズ）に球団名を変更